# Каприлья-Ирпина
Каприлья-Ирпина (итал. Capriglia Irpina) — коммуна в Италии, располагается в регионе Кампания, в провинции Авеллино.
Население составляет 2345 человек (на 2003 г.), плотность населения составляет 317,75 чел./км². Занимает площадь 7,38 км². Почтовый индекс — 83010. Телефонный код — 0825.
Покровителем коммуны почитается святитель Николай Мирликийский. Празднование 6 декабря.